# Новозападное кладбище (Пенза)
Новозападное кладбище — центральное и наиболее статусное кладбище г. Пензы, одно из крупнейших городских кладбищ.
Расположено в зоне Арбековского леса, примыкающего к улицам Карпинского и Окружной.
На Новозападном кладбище похоронены Герои Советского Союза, полные кавалеры ордена Славы, Герои Социалистического Труда, полные кавалеры ордена Трудовой Славы, Герои Российской Федерации, писатели, поэты, журналисты, учёные, артисты, музыканты, художники, спортсмены, педагоги, врачи, руководители предприятий, государственные деятели, военачальники, Почётные граждане г. Пензы и Пензенской области.
Восемь захоронений признаны объектами культурного наследия Российской Федерации.

## История
Основано в советское время. Открыто в 1967 году.
С 17 января 2006 года, в соответствии с постановлением главы администрации г. Пензы, кладбище является ограниченно действующим. Захоронения разрешаются лишь в пределах оград уже существующих могил и только для близких родственников ранее захороненного (дети, родители, усыновленные, усыновители, родные братья и родные сестры, внуки, дедушка, бабушка), но не более трёх человек и с разрешения администрации города. Новые захоронения допускаются лишь в исключительных случаях (для участников Великой Отечественной войны, орденоносцев, крупных государственных и военных деятелей, почётных граждан города и области и т. п.).

## Объекты культурного наследия, расположенные на кладбище
В настоящее время восемь захоронений на кладбище признаны объектами культурного наследия Российской Федерации и имеют охраняемый региональный статус: могилы П. В. Бочкарёва, Т. М. Максимова, А. М. Симанова, Е. В. Чернигина, О. В. Гришина, С. М. Рейнгольда, А. И. Левкова и А. П. Анисимовой.

## Аллея Славы

Начало Аллеи Славы. Стела погибшим в авиакатастрофе при тушении лесного пожара в 1972 году

В центральной части кладбища расположена Аллея Славы, состоящая из двух частей. Захоронения на первой части Аллеи Славы велись с 1972 года по 2015 год (на ней захоронено 68 человек). Захоронения на второй части Аллеи Славы ведутся с 2015 года (на ней захоронено 6 человек).

Первыми, кто был похоронен на Аллее Славы, стали три руководящих работника Пензенской области, трагически погибшие 30 августа 1972 года в авиакатастрофе военного вертолёта Ми-4 при тушении лесного пожара близ села Иванырс Лунинского района Пензенской области. На их захоронении установлена гранитная стела, барельефные языки огня изготовлены из металла, на лицевой стороне которой выбита надпись: 
 Надпись на обратной стороне: 

Стела погибшим при пожаре в Пензенском училище культуры и искусств в 1993 году

Около 20 лет, с 1972 по 1993 год захоронения на Аллее Славы не производились.

Осенью 1993 года на аллее были похоронены три девушки-студентки, трагически погибшие при пожаре в Пензенском училище культуры и искусств 27 октября 1993 года (всего в том пожаре погибло 9 человек). На их захоронении установлена стела с надписью: 
В 1994 году было принято решение похоронить на этой аллее Героя России А. А. Сергеева. С этого времени на Аллее производятся захоронения выдающихся деятелей города и области и она превратилась именно в Аллею Славы.
Так как регулярные захоронения на Аллее Славы начали производиться только с начала 1990-х годов, некоторые военные и гражданские деятели, умершие до начала 1990-х годов, чей статус соответствует данной аллее (Герои Советского Союза и др.), захоронены не на ней, а на иных почётных местах в центральной части кладбища.

## Список похороненных на Аллее Славы

#### Первая часть Аллеи Славы (1972—2015 годы)
Персоналии указаны в том порядке, в котором расположены их захоронения, слева направо.
- 1) Ванин Евгений Васильевич (09.11.1928 — 30.08.1972) — первый заместитель председателя Пензенского облисполкома. Трагически погиб в авиакатастрофе при тушении лесного пожара.
- 2) Наумов Юрий Сергеевич (12.01.1914 — 30.08.1972) — заведующий отделом сельского хозяйства Пензенского обкома КПСС. Трагически погиб в авиакатастрофе при тушении лесного пожара.
- 3) Шеин Иван Григорьевич (20.02.1922 — 30.08.1972) — председатель Лунинского райисполкома Пензенской области. Трагически погиб в авиакатастрофе при тушении лесного пожара.

Памятник на могиле Александра Сергеева. Скульптор А. С. Кныш.

- 4)  Сергеев Александр Алексеевич (28.03.1955 — 21.06.1994) — командир отряда специального назначения Управления исполнения наказаний Управления внутренних дел по Пензенской области, майор внутренней службы. Погиб в ходе операции по освобождению заложников. Герой России (1994, посмертно).
- 5) Горденко Нина Евгеньевна (14.02.1974 — 27.10.1993) — студентка Пензенского училища культуры и искусств, трагически погибшая при пожаре в этом училище.
- 6) Сорокина Елена Владимировна (03.06.1977 — 27.10.1993) — студентка Пензенского училища культуры и искусств, трагически погибшая при пожаре в этом училище.
- 7) Спирина Елена Вячеславовна (09.10.1974 — 27.10.1993) — студентка Пензенского училища культуры и искусств, трагически погибшая при пожаре в этом училище.
- 8)  Квышко Владимир Прокофьевич (12.05.1947 — 09.08.1996) — подполковник ФСБ РФ. Погиб при исполнении воинского и служебного долга в Чеченской Республике. Кавалер ордена Мужества (посмертно).
- 9) Родионов Григорий Афанасьевич (06.02.1921 — 02.11.1997) — заслуженный строитель РСФСР (1974), Почётный гражданин города Пензы (1976), участник Великой Отечественной войны.
- 10) Нижегородцев Владимир Фёдорович (28.01.1936 — 20.02.1999) — первый заместитель главы администрации — председатель Комитета агропромышленного комплекса и продовольствия Пензенской области в 1993—1998 годах, заслуженный работник сельского хозяйства РФ.
- 11)  Берсенев Роман Генрихович (29.02.1972 — 12.07.1998) — заместитель командира отдельной инженерно-сапёрной роты в составе Коллективных сил СНГ по поддержанию мира в зоне грузино-абхазского конфликта, старший лейтенант, погиб в бою. Герой России (1998, посмертно).
- 12)  Бородин Алексей Иванович (30.03.1917 — 08.09.1999) — участник Великой Отечественной войны, Герой Советского Союза (1943). Полковник.
- 13)  Колобов Николай Романович (25.07.1907 — 13.09.1999) — дважды Почётный железнодорожник, Герой Социалистического Труда (1943). Почётный гражданин города Пензы (1987).
- 14)  Седов Юрий Владимирович (05.08.1927 — 16.10.1999) — токарь завода «Пензмаш» в 1943—1993 годах, один из зачинателей методов скоростного и силового резания металлов, Герой Социалистического Труда (1971). Почётный гражданин города Пензы (1972).

Памятник на могиле Вячеслава Тарасова. Скульптор А. С. Хачатурян.

- 15) Тарасов Вячеслав Владимирович (18.07.1950 — 20.11.1999) — заслуженный учитель России, доктор педагогических наук, профессор, заместитель председателя правительства Пензенской области в январе—ноябре 1999 года. Трагически погиб в автокатастрофе.
- 16) Петров Николай Васильевич (26.06.1950 — 31.03.2000) — военный комиссар Пензенской области в 1997—2000 годах, генерал-майор. Ветеран боевых действий в Республике Афганистан.
- 17) Богданов Роман Вячеславович (30.12.1977 — 19.06.2000) — старший лейтенант, погиб при исполнении воинского долга.
- 18)  Юркин Василий Самсонович (17.12.1924 — 18.07.2000) — участник Великой Отечественной войны, полный кавалер ордена Славы (1944, 1944, 1945). Тракторист, шофёр.
- 19)  Пуртов Евгений Сергеевич (13.05.1951 — 05.11.2000) — подполковник милиции. Погиб при исполнении воинского и служебного долга в Чеченской Республике. Кавалер ордена Мужества (посмертно).
- 20)  Шорников Дмитрий Вячеславович (10.12.1975 — 26.12.2000) — капитан юстиции, сотрудник ФСБ РФ. Погиб при исполнении воинского и служебного долга в Чеченской Республике. Кавалер ордена Мужества (посмертно).
- 21)  Сластухин Олег Геннадьевич (01.10.1966 — 13.01.2001) — капитан милиции. Погиб при исполнении воинского и служебного долга в Чеченской Республике. Кавалер ордена Мужества (посмертно).
- 22)  Дудорова Анна Ивановна (01.09.1918 — 16.04.2001) — работник лёгкой промышленности, мастер Саранского комбината крученых изделий «Сура», Герой Социалистического Труда (1971).
- 23) Симонов Михаил Гаврилович (24.06.1938 — 07.06.2002) — генерал-майор.
- 24)  Володин Юрий Евгеньевич (03.08.1967 — 04.07.2001) — капитан милиции, оперуполномоченный СОБР УБОП УВД по Пензенской области. Мастер спорта России международного класса по пулевой стрельбе. Погиб при исполнении воинского и служебного долга в Чеченской Республике. Кавалер ордена Мужества (посмертно).
- 25)  Лапин Василий Васильевич (27.02.1917 — 16.08.2001) — слесарь—инструментальщик, токарь—расточник производственного объединения «ЗИФ» в 1935—1989 годах, Герой Социалистического Труда (1976). Почётный гражданин города Пензы (1974).
- 26) Акимов Юрий Александрович (16.09.1919 — 29.09.2003) — секретарь Пензенского обкома КПСС в 1965—1985 годах. Почётный гражданин Пензенской области (1999).
- 27) Артамонов Владимир Иванович (28.08.1946 — 13.03.2003) — второй секретарь Пензенского обкома КПСС в 1990—1991 годах, заместитель председателя Законодательного собрания Пензенской области в 1998—2003 годах.
- 28)  Лобов Валентин Николаевич (06.04.1936 — 27.10.2002) — слесарь завода точной электромеханики (ныне головное предприятие Пензенского производственного объединения «Электромеханика» в 1961—1984 годах, Герой Социалистического Труда (1976). Почётный гражданин города Пензы (1982).
- 29) Попов Вадим Николаевич (22.07.1926 — 03.08.2004) — первый художественный руководитель и дирижёр городского любительского русского народного оркестра (с 1975 года — Русский народный оркестр «Пенза»), заслуженный работник культуры РСФСР (1965). Участник Великой Отечественной войны.
- 30) Дубинчук Феодосий Фёдорович (29.10.1934 — 10.08.2004) — глава администрации города Пензы в 1991—1992 годах.
- 31) Дидиченко Георгий Иванович (22.01.1929 — 29.10.2004) — народный депутат РСФСР — РФ в 1990—1993 годах, полномочный представитель Президента РФ в Пензенской области в 1991—1993 годах. Полковник милиции.
- 32) Мошечков Олег Александрович (16.09.1966 — 12.04.2005) — майор милиции.
- 33) Пустовалов Виктор Алексеевич (16.08.1934 — 10.08.2005) — директор совхоза «Петровский» в 1967—1971 годах, председатель Пензенского производственного объединения молочной промышленности в 1972—1986 годах.
- 34) Логунов Валентин Николаевич (07.04.1936 — 31.12.2005) — начальник Управления КГБ СССР — АФБ РФ — ФСК РФ — ФСБ РФ по Пензенской области в 1991—1998 годах. Генерал-майор ФСБ.
- 35) Кожевников Анатолий Фёдорович (13.08.1937 — 17.08.2007) — генеральный директор ОАО «Пензаэнерго» в 1996—1999 годах, Почётный энергетик СССР (1985), Почётный гражданин города Пензы (1999).
- 36) Салюков Леонид Иванович (26.07.1920 — 05.02.2006) — генерал-майор. Участник Великой Отечественной войны.
- 37) Кузнецов Юрий Иванович (1926 — 04.02.2006) — заслуженный строитель РСФСР (1978), Почётный гражданин города Пензы (1982). Участник Великой Отечественной войны.
- 38) Зубков Борис Фёдорович (23.10.1937 — 15.09.2007) — первый секретарь Пензенского обкома КПСС в 1990—1991 годах.
- 39)  Сидоров Николай Михайлович (20.05.1922 — 06.02.2009) — народный художник РСФСР (1989). Почётный гражданин города Пензы (1996). Участник Великой Отечественной войны.
- 40) Виноградов Юрий Александрович (20.10.1926 — 16.08.2009) — заместитель председателя Пензенского облисполкома в 1966—1987 годах. Почётный гражданин Пензенской области (2001).
- 41) Белоусов Виктор Васильевич (02.12.1937 — 14.03.2009) — военный комиссар Пензенской области, генерал-майор.
- 42) Ковлягин Анатолий Фёдорович (11.01.1938 — 03.10.2009) — глава администрации Пензенской области в 1993—1998 годах.
- 43)  Петрачков Павел Анатольевич (30.08.1979 — 04.02.2010) — лейтенант МВД России, погиб при исполнении воинского и служебного долга в Чеченской Республике. Герой России (2010, посмертно).
- 44)  Шикин Николай Михайлович (19.12.1913 — 15.03.1953) — участник Великой Отечественной войны, Герой Советского Союза (1944).

Памятник на могиле Натальи Лавровой и её сестры

- 45, 46) Лаврова Наталья Александровна (04.08.1984 — 23.04.2010) — первая двукратная олимпийская чемпионка по художественной гимнастике. Заслуженный мастер спорта России (2000). Попова Ольга Александровна (22.08.1986 — 23.04.2010) — младшая сестра Н. А. Лавровой, трагически погибшая вместе с ней в автокатастрофе.
- 47)  Лозицкая Людмила Алексеевна (26.04.1924 — 16.04.2010) — актриса Пензенского областного драматического театра имени А. В. Луначарского, народная артистка РСФСР (1966).
- 48) Долотов Виктор Андреевич (09.09.1948 — 29.06.2012) — управляющий Пензенским отделением Пенсионного Фонда РФ, депутат Законодательного собрания Пензенской области, доктор экономических наук, профессор.
- 49) Зайцев Василий Иванович (08.04.1925 — 12.09.2011) — начальник Пензенского высшего артиллерийского инженерного училища имени Главного маршала артиллерии Н. Н. Воронова в 1978—1987 годах. Генерал-лейтенант артиллерии (1982). Участник Великой Отечественной войны.
- 50)  Маслов Сергей Иванович (31.05.1931 — 12.07.2011) — слесарь-сборщик завода имени Фрунзе («ЗИФ»), рационализатор, неоднократный участник ВДНХ. Полный кавалер ордена Трудовой Славы. Почётный гражданин города Пензы (1987).
- 51) Ащеулов Николай Михайлович (05.01.1951 — 10.10.2012) — заместитель Главы администрации Пензенской области, заместитель председателя Правительства Пензенской области с 1997 года, заслуженный работник жилищно-коммунального хозяйства РФ (1998). Почётный гражданин города Пензы (2007).

Памятник на могиле Игоря Кустова.

- 52)  Кустов Игорь Сергеевич (01.08.1960 — 13.04.2012) — участник боевых действий в Чеченской Республике (более ста боевых операций). Кавалер трёх орденов Мужества.
- 53)  Казаков Александр Владимирович (17.10.1925 — 04.04.2012) — рабочий, бригадир слесарей-сборщиков цеха № 1 Пензенского компрессорного завода (в настоящее время ОАО «Пензкомпрессормаш»). Герой Социалистического Труда (1966).
- 54) Яничкин Юрий Ермолаевич (01.10.1941 — 24.11.2012) — основатель, художественный руководитель и главный балетмейстер пензенского муниципального хореографического ансамбля «Зоренька», директор Детской школы искусств в г. Пензе, Заслуженный работник культуры РСФСР (1982), Заслуженный деятель искусств Российской Федерации. Почётный гражданин города Пензы (2011).
- 55)  Барышников Дмитрий Фёдорович (28.10.1918 — 17.03.2013) — участник Великой Отечественной войны, полный кавалер ордена Славы (1944, 1944/1945/1945, 1956).
- 56)  Сухаревский Эдуард Владимирович (27.10.1972 — 09.05.2013) — полковник пограничной службы ФСБ РФ. Героически погиб при выполнении служебных обязанностей в ходе контртеррористической операции в Дагестане. Кавалер ордена Мужества (посмертно).
- 57) Алексеев Александр Изосимович (14.3.1925 — 06.07.2013) — председатель Пензенского областного совета профсоюзов в 1963—1990 годах. Почётный гражданин Пензенской области (2000).
- 58) Антипов Николай Иванович (24.08.1939 — 14.07.2013) — председатель Пензенского горисполкома в 1984—1991 годах, Главный инспектор Ространсинспекции по Пензенской области, заслуженный работник транспорта РФ. Почётный гражданина города Пензы (2009).
- 59) Новиков Игорь Ефимович (12.06.1933 — 08.06.2014) — директор Пензенского компрессорного завода, производственного объединения «Пензкомпрессормаш» в 1968—1976 годах, директор НИИПТ «Химмаш» и НПО «Пензмаш» в 1986—1997 годах. Почётный гражданин города Пензы (1993).
- 60)  Левченко Анатолий Михайлович (17.08.1949 — 21.11.2014) — полковник милиции. Командир отряда милиции особого назначения УВД по Пензенской области в 1993—2011 годах. Кавалер ордена Мужества.
- 61) Попрядухин Роман Николаевич (11.11.1928 — 06.11.2014) — главный архитектор города Пензы в 1962—1985 годах. Заслуженный архитектор РСФСР (1991). Почётный гражданин города Пензы (2012).
- 62) Макаров Алексей Владимирович (13.03.1968 — 15.08.2014) — заместитель, первый заместитель главы администрации города Пензы в 2005—2014 годах.
- 63) Кошлевский Валерий Демьянович (20.02.1952 — 04.03.2015) — прокурор Пензенской области в 2000—2013 годах, государственный советник юстиции II класса (2008). Заслуженный юрист Российской Федерации (2012). Заслуженный юрист Пензенской области.
- 64) Куликов Фёдор Михайлович (26.01.1925 — 04.01.2015) — первый секретарь Пензенского обкома КПСС в 1979—1990 годах, Почётный гражданин Пензенской области (2000).
- 65) Куряев Зякижан Каюмович (10.05.1952 — 18.12.2014) — полковник милиции. Заместитель начальника УВД Пензенской области — начальник милиции общественной безопасности в 2000-х годах.
- 66)  Эрюжев Иван Вячеславович (1982 — 19.07.2015) — капитан полиции, сотрудник СОБР Управления МВД России по Пензенской области. Погиб при исполнении служебного долга на Северном Кавказе (в ходе проведения оперативно-розыскных мероприятий в Дагестане). Кавалер ордена Мужества (посмертно).
- 67) Корниенко Пётр Афанасьевич (02.07.1923 — 30.03.2015) — заслуженный учитель школы РСФСР, участник Великой Отечественной войны, кавалер орденов «Знак Почёта» и Октябрьской революции.
- 68) Сазонов Валерий Петрович (01.03.1945 — 17.03.2015) — директор Пензенской картинной галереи им. К. А. Савицкого в 1972—2015 годах. Заслуженный деятель искусств Российской Федерации.

#### Вторая часть Аллеи Славы (с 2015 года)
Персоналии указаны в том порядке, в котором расположены их захоронения, слева направо.
- 1) Чернов Борис Иванович (15.06.1926 — 22.09.2015) — заведующий организационным отделом Пензенского областного комитета КПСС.
- 2) Баулин Николай Афанасьевич (05.02.1932 — 09.01.2016) — доктор медицинских наук, профессор, заведующий кафедрой хирургии Пензенского института усовершенствования врачей. Заслуженный врач Российской Федерации. Почётный гражданин города Пензы (2002).
- 3) Кудинов Михаил Карпович (10.11.1928 — 30.03.2016) — начальник Транспортного управления Пензенской области (1972—1992) , Заслуженный работник транспорта РСФСР, Почётный гражданин Пензенской области (2002).
- 4) Щербаков Александр Евгеньевич  (07.11.1928 — 13.04.2016) — председатель Пензенского горисполкома в 1965—1984 годах, Почётный гражданин Пензенской области (2003) и города Пензы (1995).
- 5)  Пихтелёва Мария Михеевна (20.01.1924 — 09.05.2016) — работник промышленности, шлифовщица Пензенского велосипедного завода имени М. В. Фрунзе (1941—1986), Герой Социалистического Труда (1971).
- 6) Преснякова Любовь Николаевна (05.09.1922 — 03.02.2017) — председатель Совета ветеранов войны, труда, Вооруженных Сил и правоохранительных органов Ленинского района города Пензы, Почётный гражданин Пензы (2016).

Памятник на могиле Василия Бочкарёва. Скульптор В. Ю. Кузнецов

- 7) Бочкарев Василий Кузьмич (29.04.1949 — 22.06.2016) — губернатор Пензенской области (1998—2015), член Совета Федерации Федерального собрания РФ (1998—2001, 2015—2016). Почётный гражданин Пензенской области (2009) и города Пензы (2003).
- 8)  Петраш Павел Григорьевич (25.05.1924 — 06.03.2017) — директором НИИВТ в г. Пензе в 1975—1979 годах, директор завода ВЭМ в 1979—1994 годах, генеральный директор Пензенского производственного объединения электронно-вычислительной техники (ППО «ЭВТ»), заслуженный машиностроитель РСФСР, лауреат Государственной премии СССР (1987), кавалер двух орденов Трудового Красного Знамени, ордена Октябрьской Революции. Почётный гражданин Пензы (1984).
- 9)  Казаченков Павел Андреевич (15.07.1985 — 16.02.2017) — офицер Вооружённых Сил России, капитан (2013), начальник службы ракетно-артиллерийского вооружения, погиб от взрывной травмы, выполняя боевое задание в Сирии, кавалер ордена Мужества (посмертно).
- 10)  Волков Валентин Александрович (04.04.1926 — 05.02.2017) — учёный, директор Научно-исследовательского института физических измерений в г. Пензе (1978—1992), лауреат Государственной премии СССР (1991), Почётный гражданин Пензы (2006).
- 11) Журавлёв Виктор Леонтьевич (19.08.1927 — 13.05.2017) — прокурор Пензенской области в 1976—1985 годах, государственный советник юстиции 3-го класса.
- 12) Лазуткин Виктор Александрович (18.04.1950 — 22.04.2017) — председатель Законодательного собрания Пензенской области в 2002—2003 годах. Почётный гражданин Пензенской области (2016).
- 13) Аношина Вера Степановна (27.05.1935 — 11.04.2017) — певица, заслуженная артистка РСФСР (1984).
- 14) Черушов Виктор Афанасьевич (20.09.1935 — 18.07.2017) — председатель Законодательного собрания Пензенской области в 2003—2007 годах. Почётный гражданин Пензенской области (2011).
- 15)  Овтов Александр Григорьевич (28.05.1930 — 14.08.2017) — работник сельскогохозяйственной сферы, государственный деятель, Герой Социалистического Труда (1973), Почётный гражданин Пензенской области (2000).
- 16) Кондратьев Александр Андреевич (24.08.1947 — 18.09.2017) — глава администрации Пензенской области в 1991—1993 годах.

## Похороненные на кладбище
Представлены некоторые персоналии (указаны в алфавитном порядке).
- Абрамов Николай Кузьмич (1933—2003) — легкоатлет. Первый пензенец — участник Олимпийских игр. Чемпион Пензенской области в беге на стайерские дистанции в 5 и 10 тысяч метров в 1958—1968 годах. Мастер спорта СССР (1963). Участник XVIII Летних Олимпийских игр в Токио (1964).
- Агапов Виктор Данилович (1939—2009) — российский поэт, член Союза писателей России, лауреат литературных премий.
- Ананьин Егор Фёдорович (1924—1989) — бригадир штукатуров, Герой Социалистического Труда (1966), Почётный гражданин города Пензы (1972).
- Анисимова Александра Петровна (1891—1969) — прозаик, поэт, собиратель пензенского фольклора, член Союза писателей СССР.

- Артёмов Михаил Дмитриевич (1904—1975) — доктор медицинских наук (1970), заслуженный врач РСФСР, заведующий Пензенским городским и областным здравотделами, в годы Великой Отечественной войны — начальник и ведущий хирург эвакогоспиталя в Ахунах, главный акушер-гинеколог облздравотдела в 1954—1971 годах.
- Бочкарёв Пётр Васильевич (1917—1982) — участник Великой Отечественной войны, Герой Советского Союза (1944).
- Будников Борис Григорьевич (1938—2012) — военный лётчик, ветеран боевых действий в Афганистане и Приднестровье, командующий авиацией 14-й общевойсковой армии в Приднестровье (г. Тирасполь) в 1987—1989 годах. Полковник ВВС.
- Букин, Василий Петрович (1946—2011) — российский ученый—социолог. Государственный и политический деятель. Доктор социологических наук, профессор. Почётный работник высшего профессионального образования РФ. Министр образования Пензенской области (2002—2003).
- Варламов Анатолий Михайлович (1928—2008) — начальник управления торговли Пензенской области в 1973—1992 годах, заслуженный работник торговли РСФСР (1988).
- Ведерников Яков Яковлевич (1923—1991) — управляющий отделением совхоза «Поимский» Белинского района. Герой Социалистического Труда (1966).
- Волков, Михаил Прокофьевич (1923—1990) — участник Великой Отечественной войны, Герой Советского Союза (1945).
- Герасимов, Владимир Дмитриевич (1922—2010) — участник Великой Отечественной войны, полный кавалер ордена Славы (1944, 1944, 1945).
- Годин, Вячеслав Степанович (1931—2004) — историк-краевед, архивист, директор Государственного архива Пензенской области в 1969—1991 годах, заслуженный работник культуры РСФСР (1982).

Памятник на могиле Октября Гришина

- Гришин Октябрь Васильевич (1927—1981) — советский композитор, народный артист РСФСР (1977), автор фольклорной музыки.
- Грудзенко Виктор Фёдорович (1931—2019) — советский и российский государственный деятель, 2-й секретарь Пензенского горкома КПСС (1970—1985), заместитель начальника УВД Пензенского облисполкома (1985—1991), трехкратный кавалер советского ордена «Знак Почёта».
- Губин Владимир Владимирович (1904—1972) — начальник Управления КГБ СССР по Пензенской области в 1959—1963 годах. Генерал-лейтенант (1957).
- Долганов, Александр Васильевич (1944—2011) — заместитель министра электротехники и приборостроения СССР в 1989—1992 годах. Председатель Правительства Пензенской области в 1999 году.
- Дятков Станислав Владимирович (1927—1981) — ректор Пензенского инженерно-строительного института в 1972—1981 годах, профессор, кандидат технических наук.
- Елаев Михаил Эммануилович (1916—1990) — хирург, заслуженный врач РСФСР (1964). Герой Социалистического Труда (1978). Участник Великой Отечественной войны.
- Еманова Мария Васильевна (1922—1987) — ректор Пензенского государственного педагогического института им. В. Г. Белинского в 1970—1985 годах, кандидат исторических наук.
- Ерзунов Виктор Иванович (1926—2010) — первый секретарь Пензенского горкома КПСС в 1964—1986 годах. Почётный гражданин Пензенской области (2001) и города Пензы (2001).
- Жуков Анатолий Яковлевич (1930—2015) — командир первой советской атомной подводной лодки К-3 («Ленинский комсомол») (1968—1972), начальник штаба 3-й дивизии подводных лодок Северного флота (1973—1974), капитан 1-го ранга. Председатель Пензенского Морского Собрания (2009—2012).
- Жуков, Василий Егорович (1918—1997) — участник Великой Отечественной войны, Герой Советского Союза (1943).
- Жулин Геннадий Васильевич (1965—2000) — старший лейтенант милиции. Погиб при исполнении воинского и служебного долга в Чеченской Республике. Кавалер ордена Мужества (посмертно).
- Затуливетер Янина Михайловна (1972—2005) — заслуженный мастер спорта СССР по художественной гимнастике. Обладательница 3 золотых медалей в кубке мира (1990, Бельгия), двукратная чемпионка Европы (1987, Финляндия; 1990, Швеция), четырёхкратная чемпионка СССР (1987, 1988, 1989, 1990) и спартакиады народов СССР (1990) в многоборье, десятикратная чемпионка в отдельных видах, чемпионка кубка Интервидения (1989), кубка СНГ (1991).
- Зикеев Виктор Сергеевич (1921—1987) — генерал-майор, участник Великой Отечественной войны, Герой Советского Союза (1945).
- Иванов Евгений Петрович (1938—1986) — хирург, народный врач СССР (1986), главный врач Пензенской областной детской клинической больницы, главный внештатный детский хирург Пензенской области в 1969—1986 годах.
- Карасёв Алексей Иванович (1910—1980) — советский писатель и поэт, член Союза писателей СССР. Участник Великой Отечественной войны.
- Кирсанов Пётр Михайлович (1902—1977) — актёр Пензенского областного драматического театра в 1917—1927, 1929—1934, 1944—1977 годах. Народный артист РСФСР (1958).
- Колядо Владимир Наумович (1908—1987) — директор Пензенского часового завода. Герой Социалистического Труда (1971).
- Краснов Никита Карпович (1897—1976) — художник-баталист, преподаватель Пензенского художественного училища имени К. А. Савицкого, член Союза художников СССР, председатель правления Пензенской организации Союза художников СССР в 1954—1956 годах. Заслуженный работник культуры РСФСР (1968). Участник Первой мировой войны и Гражданской войны.
- Кульнев Сергей Васильевич (1904—1991) — хирург, заслуженный врач РСФСР, кандидат медицинских наук.
- Лебедев Виталий Иванович (1932—1995) — историк-краевед, один из крупнейших исследователей засечных черт XVI—XVII веков, профессор Пензенского педагогического института имени В. Г. Белинского (1992).
- Майоров Сергей Александрович (1972—2000) — старший лейтенант милиции. Погиб при исполнении воинского и служебного долга в Чеченской Республике. Кавалер ордена Мужества (посмертно).
- Максимов Тимофей Максимович (1917—1973) — участник Великой Отечественной войны, Герой Советского Союза (1945).

Памятник на могиле Александра Мироненко

- Мироненко Александр Григорьевич (1959—1980) — гвардии старший сержант, героически погиб в ходе Кунарской войсковой операции в Афганистане. Герой Советского Союза (1980, посмертно).
- Мутовкин Дмитрий Валерьевич (1973—2000) — прапорщик милиции. Погиб при исполнении воинского и служебного долга в Чеченской Республике. Кавалер ордена Мужества (посмертно).
- Накашидзе Николай Авксентьевич (1896—1979) — актёр Пензенского областного драматического театра в 1947—1973 годах. Заслуженный артист РСФСР (1958).
- Огарёв Виктор Владимирович (1950—2010) — Министр культуры Пензенской области в 2001—2010 годах, заслуженный деятель искусств РФ (1999).
- Петров Сергей Павлович (1896—1971) — пензенский историк-краевед и журналист.
- Пищулин Виктор Иванович (1907—1983) — председатель Пензенского облисполкома в 1955—1961 годах.
- Поликарпов Николай Александрович (1939—2015) — народный депутат СССР.
- Почивалин Николай Михайлович (1921—1988) — поэт, прозаик, очеркист, член Союза журналистов СССР, член Союза писателей СССР. Кавалер ордена Трудового Красного Знамени (1981). Участник Великой Отечественной войны.

Памятник на могиле Семёна Рейнгольда

- Рейнгольд Семён Моисеевич (1927—1981) — главный режиссёр Пензенского областного драматического театра в 1971—1981 годах. Заслуженный деятель искусств РСФСР (1971). Народный артист РСФСР (1979).

- Садовский Владимир Лаврентьевич (1909—1973) — русский советский писатель, драматург, очеркист, журналист, член Союза писателей СССР.
- Садчиков Владимир Николаевич (1939—2009) — журналист, писатель, драматург, искусствовед, педагог и государственный деятель. Заслуженный работник культуры РСФСР. Кандидат искусствоведения. Профессор ПГУ.
- Сапожков Константин Андреевич (1918—1982) — ректор Пензенского политехнического института в 1967—1976 годах, доктор технических наук (1974), профессор (1967). Участник Великой Отечественной войны.
- Сергеев Николай Петрович (1925—1982) — ректор Пензенского политехнического института в 1976—1982 годах, кандидат технических наук, профессор. Депутат Горсовета Пензы, делегат XXIV съезда КПСС.
- Серняев Александр Анатольевич (1951—2007) — хоккеист, главный тренер второго состава хоккейного клуба «Дизель». Мастер спорта СССР.
- Симанов, Александр Михайлович (1918—1977) — участник Великой Отечественной войны, Герой Советского Союза (1944).
- Сорокин Борис Андреевич (1893—1972) — советский писатель, поэт, мемуарист, журналист. Участник Первой мировой войны. Участник Великой Отечественной войны. Почётный гражданин города Пензы (1965).
- Стукалов Виктор Александрович (1924—1981) — директор завода ВЭМ в 1961—1977 годах. Лауреат Государственной премии СССР (1976). Почётный гражданин города Пензы (1974).
- Тамбулатова Мария Ивановна (1936—2010) — театральная актриса, народная артистка Российской Федерации (1998).
- Тарасов Александр Петрович (1924—1984) — машинист-инструктор локомотивного депо Пенза III. Герой Социалистического Труда (1971). Почётный гражданин города Пензы (1974).
- Таубе Петр Рейнгольдович (1918—1981) — основатель и первый руководитель кафедры химии Пензенского инженерно-строительного института в 1960—1981 годах, профессор, доктор технических наук.
- Уланов Иван Дмитриевич (1920—1985) — начальник Управления внутренних дел по Пензенской области в 1978—1983 годах. Генерал-майор милиции.
- Федотов Гавриил Николаевич (1908—1989) — русский советский писатель-прозаик, член Союза писателей СССР.
- Чернецов Иван Иванович (1915—1988) — организатор и первый директор ПНИЭИ в 1958—1978 годах, первый генеральный директор Пензенского НПО «Кристалл» в 1971—1978 годах. Лауреат Государственной премии СССР (1973). Герой Социалистического Труда (1976).
- Чернигин, Егор Васильевич (1896—1976) — участник Великой Отечественной войны, полный кавалер ордена Славы (1944, 1944, 1945).
- Шамин Роман Васильевич (1915—1989) — директор совхоза «Большевик» Сердобского района, управляющий Пензенского областного межхозяйственного объединения «Свинпром». Герой Социалистического Труда (1966).
- Шаролапова Таисия Фёдоровна (1925—2009) — начальник сборочного цеха Пензенского часового завода. Герой Социалистического Труда (1960).
- Шишков, Виктор Фёдорович (19243—1999) — участник Великой Отечественной войны, Герой Советского Союза (1945).
- Шкуров Евгений Федорович (1924—2014) — председатель Пензенского областного совета ДОСААФ в 1970—1986 годах, председатель Пензенской областной организации Всероссийской общественной организации ветеранов (пенсионеров) войны, труда, Вооружённых Сил и правоохранительных органов в 2003—2005 годах. Участник Великой Отечественной войны. Полковник.
- Шкурова Валентина Николаевна (1902—1976) — председатель семеноводческого колхоза «Доброволец» Лунинского района. Герой Социалистического Труда (1950).
- Шляндин Виктор Михайлович (1918—1988) — ученый, педагог, организатор науки, профессор (1962), доктор технических наук (1968), заслуженный деятель науки и техники РСФСР (1974), заведующий кафедрой электроизмерительной техники Пензенского политехнического института.

## Кладбищенский храм

Храм-часовня во имя преподобного Сергия Радонежского

Так как Новозападное кладбище было основано в советское время (в 1967 году), первоначально оно не имело кладбищенской церкви или храма.
В постсоветское время, в 2001—2003 годах рядом с территорией кладбища был построен Храм-часовня во имя преподобного Сергия Радонежского по проекту пензенского архитектора Виктора Евгеньевича Герасимова. 17 мая 2002 года были освящены кресты храма-часовни. В 2003 году завершилось строительство и 8 октября начались богослужения.
Храм-часовня был сооружен на личные средства известного российского эстрадного артиста, певца, уроженца города Пензы Сергея Михайловича Пенкина, родители которого (Михаил и Антонина) похоронены на Новозападном кладбище.
Общая площадь храмового комплекса — 1316 м². На территории храмового комплекса расположено два здания: собственно храм-часовня общей площадью 133,1 м². и церковная лавка общей площадью 20 м².
Здание храма-часовни состоит из алтаря, молитвенного зала, притвора. Имеется подвальное помещение, где расположены трапезная, ризная и кабинет настоятеля.
Позади здания храма-часовни (за алтарной частью) находится небольшая территория, являющаяся местом захоронения для священнослужителей, инокинь и мирян, служивших при храмах Пензы. В настоящее время там расположено несколько соответствующих могил. В частности, здесь похоронены митрофорные протоиереи Василий Заводчиков (1924—2008), Николай Москвитин (1937—2010) и Алексий Попков (1928—2011).
Адрес храма-часовни: г. Пенза, ул. Карпинского, 187 А.